# Kevin Bacon
Kevin Norwood Bacon (* 8. července 1958, Filadelfie, Pensylvánie, USA) je americký herec a hudebník.
Jeho nejznámější filmy jsou Apollo 13 a JFK. Získal cenu Golden Globe a Cenu Sdružení filmových a televizních herců, byl nominován na Emmy Award a listem The Guardian byl vybrán jako jeden z nejlepších herců, kteří nikdy nezískali nominaci na Academy Award. V roce 2003 získal svou hvězdu na hollywoodském chodníku slávy.

## Významné filmy
- X-Men: První třída 2011
- Můj milý, můj drahý 2009
- Křižovatka osudu 2007
- Pravda nebo lež 2005
- Dlouhá cesta zpátky 2004
- Piková trojka 2003
- 24 hodin 2002
- Muž bez stínu 2000
- Perfektní záskok 1997
- Apollo 13 1995
- Divoká řeka 1994
- Pár správných chlapů 1992
- JFK 1991
- Hráči se smrtí 1990
- Quicksilver 1986
- Footloose 1984
- Pátek Třináctého 1980